# 멕시코개얼굴박쥐
멕시코개얼굴박쥐(Cynomops mexicanus)는 큰귀박쥐과에 속하는 중앙아메리카 박쥐의 일종이다. 멕시코 나야리트주부터 코스타리카의 해발 고도 최대 1500m 지역에서 발견된다. 한때는 그린홀개얼굴박쥐(C. greenhalli)의 아종으로 간주하기도 했다. 낙엽성 숲과 상록수 숲에서 둥지를 틀며, 작은 수역 근처에서 발견되기도 한다.